# Прагматизм
Прагматизм — философское учение, разработанное в конце XIX века американскими философами Ч. Пирсом, У. Джеймсом и Д. Дьюи. 
С их точки зрения, истинность той или иной идеи или теории состоит не в их соответствии реальному положению дел, а в их полезности для решения практических задач. Наши идеи и теории — не образы реального мира, а инструменты, предназначенные для выживания и достижения успеха. Если идея помогает решить стоящую перед нами практическую задачу, то она истинна.
Прагматизм до сих пор пользуется влиянием в философии США. Следы этого влияния можно найти в различных школах американской философии и даже в американской художественной литературе. Однако в Европе прагматизм не получил широкого признания и распространения. Действительно, во многих ситуациях мысль о том, что Солнце вращается вокруг Земли, может оказаться полезной, например, когда я выбираюсь из леса и ориентируюсь на положение Солнца на небосводе. Но едва ли на этом основании кто-то сочтёт эту мысль истинной.
Прагмати́зм (от др.-греч. πράγμα, родительный падеж πράγματος — «дело, действие») — философское течение, базирующееся на практике как критерии истины и смысловой значимости.
Его происхождение связывают с именем американского философа XIX века Чарльза Пирса, который первым сформулировал «максиму» прагматизма. Далее прагматизм развивался в трудах Уильяма Джеймса, Джона Дьюи и Джорджа Сантаяны. Среди основных направлений прагматизма известны инструментализм, фаллибилизм, антиреализм, радикальный эмпиризм, верификационизм и другие. Следует различать течение прагматизма от активизма.
Философия прагматизма отрицает осмысленность метафизики и переопределяет истину в какой-то области знания как временный консенсус между людьми, которые эту область исследуют.
Внимание к прагматизму существенно выросло во второй половине XX века с появлением новой философской школы, которая сосредоточилась на критике логического позитивизма, опираясь на собственную версию прагматизма. Это были представители аналитической философии Уиллард Куайн, Уилфрид Селларс и др. Их концепция была затем развита Ричардом Рорти, позже перешедшим на позиции континентальной философии и критикуемым за релятивизм. Современный философский прагматизм после этого разделился на аналитическое и релятивистское направления. Кроме них существует также неоклассическое направление, в частности, представленное работами Сьюзан Хаак.
Прагмати́зм в исторической науке — термин, употребляемый с довольно различными значениями. Впервые прилагательное «прагматический» (греч. πραγματικός) применил к истории Полибий, назвавший прагматической историей (греч. πραγματική ίστορία) такое изображение прошлого, которое касается государственных событий, причём последние рассматриваются в связи с их причинами, сопровождающими их обстоятельствами и их следствиями, а само изображение событий имеет целью преподать известное поучение.
Прагма́тик — последователь, сторонник прагматизма, как философской системы. В бытовом смысле прагматик — это человек, который выстраивает свою систему поступков и взглядов на жизнь в аспекте получения практически полезных результатов. «То, во что для нас лучше верить, — истинно», — утверждал основатель прагматизма У. Джеймс.

## Прагматизм как философское течение XX века

### История
В качестве философского течения прагматизм возник в последние десятилетия XIX века. Основы философской концепции прагматизма были заложены американским философом Чарльзом Пирсом. Позже Пирс переименовал «прагматизм» в «прагматицизм», намеренно в более необычный термин, чтобы отделить свою оригинальную доктрину от её модификации своим покровителем Уильямом Джеймсом, основоположником американской психологии. Однако в дальнейшем продолжал использовать оба термина обоюдно.
Прагматизм становится популярным с 1906 года, когда Уильям Джеймс прочёл курс общедоступных лекций, которые были изданы под этим названием.
Третьим виднейшим представителем прагматизма был Джон Дьюи, развивший собственный вариант прагматизма, получивший название инструментализм.

### Эпистемологияпрагматизма
Ранний прагматизм находился под сильным влиянием дарвинизма. Аналогичного образа мышления ранее придерживался Шопенгауэр: идеалистическое представление о действительности, полезное для организма, может сильно отличаться от самой действительности. Прагматизм, однако, уходит от этой идеалистической концепции, разделяя познание и прочие действия на две независимые сферы деятельности. Поэтому прагматизм признаёт существование абсолютной и трансцендентной истины над познавательной деятельностью, которая стоит за действиями организма по поддержанию своей жизни. Таким образом появляется некая экологическая составляющая познания: организм должен иметь представление об окружающей его среде. Понятия «реальное» и «истинное» в этом аспекте считаются терминами процесса познания и не имеют смысла вне этого процесса. Прагматизм, следовательно, признаёт существование объективной реальности, хотя и не в обычном строгом смысле этого слова (который был назван Патнэмом метафизическим).
Хотя некоторые высказывания Уильяма Джеймса подавали повод считать прагматизм одной из теорий субъективного идеализма, та точка зрения, что верования делают реальность истинной, у философов-прагматиков не нашла широкой поддержки. В прагматизме ничто полезное или практичное не является обязательно истинным, так же как и то, что в какой-то краткий момент помогает организму выжить. Например, вера в то, что обманывающая супруга остаётся верна, помогает её обманутому мужу лучше себя чувствовать в данный момент, но определённо не поможет ему в долгосрочной перспективе, если таковая вера не соответствует истине.

### Концепция истины
По Джеймсу, высказанная истина не является окончательной, мы вместе с объективной реальностью «создаём» истины. Отсюда следуют две её особенности: 1) истина изменчива и 2) истина зависит от концептуальной схемы, в которую мы её помещаем.
Изменчивость истины
Среди философов-прагматиков нет единого мнения о том, могут ли верования из истинных превращаться в ложные и наоборот. Для Джеймса верования не являются истинными до тех пор, пока они не подтверждены в процессе верификации. Он считал, что предположения становятся истиной, если они в течение длительного времени доказывают свою полезность для конкретной личности. Противоположный процесс не является фальсификацией, просто вера выбывает из употребления. Ф. Шиллер прямо заявлял: «Если я хочу узнать, как попасть домой, правильным будет любой ответ, который поможет мне решить поставленную задачу. Если позже у меня будет другая задача, тот же ответ может оказаться ложным. Вместе с изменением задачи и способов её решения меняются и свойства истины».
Пирс не был согласен с тем, что одно и то же утверждение может быть истинным для одного человека и ложным для другого. Он требовал привязывать теоретические утверждения к практической верификации (то есть к проверке), а не к текущим задачам и нуждам. По Пирсу, истина есть конечный результат (а не любой промежуточный результат) исследования некоторым сообществом (обычно научным). Дьюи в целом соглашался с определением Пирса, но также характеризовал истину как некоторую ценность. Если нечто истинно, то это одновременно означает, что оно надёжно, и на истину можно всегда положиться, так как она не меняется в зависимости от ситуации. Как Пирс, так и Дьюи связывали определение истины с гарантированной проверяемостью. Патнэм также развивал идею идеального эпистемологического оправдания истины. О взглядах Джеймса и Шиллера он заявлял:

Истина не может быть просто разумно приемлемой по одной основной причине; предполагается, что она является частью утверждения, которое не может быть ложным, в то время как оправданность со временем может быть утрачена. Заявление "Земля - плоская", возможно, было приемлемым 3000 лет назад, но в наше время оно неприемлемо. Кроме того, нельзя сказать, что 3000 лет назад Земля БЫЛА плоской, т.к. она не меняла своей формы.
Рорти также выступал против мнения Джеймса и Шиллера:

Истина, конечно, является абсолютной, заявления "верно для тебя, но не для меня" или "справедливо для твоей культуры, но не моей" туманны и неопределенны. Таково же выражение "верно когда-то, но не сейчас"... Джеймс мог бы лучше сказать, что фраза типа "лучше верить в то и это" эквивалентна термину "оправданно", а не "истинно".
Концептуальная относительность
Точно так же вызывает разногласия идея о зависимости истины от принятой концепции. Джеймс и Шиллер утверждали, что мы делаем истину в процессе верификации, с чем другие философы-прагматики не соглашаются. Но практически все они согласны в том, что истина может быть выражена только в рамках некоторой концепции, вне которой она теряет смысл.

До тех пор, пока мы не договоримся о том, что означают термины "объект", "существование" и т.п., вопрос "сколько существует объектов" не имеет никакого смысла. Но как только мы решили, как использовать указанную терминологию, ответ на заданный вопрос в рамках принятой концепции или её "версии", как говорил Нельсон Гудман, более не является предметом "соглашений" .
Ф. Шиллер для пояснения своих идей о «производстве» истины использовал аналогию со стулом: так же как столяр делает стул из подручных материалов, ничего не создавая из ничего, истина является трансформацией нашего опыта, но это не значит, что мы вольны создавать воображаемую реальность по своему произволу.

### Основные принципы прагматизма
В основе прагматизма лежит следующая максима: «Примем во внимание, какой практический эффект может быть связан с данным объектом, и наше понимание этого объекта будет состоять в совокупности наших знаний о его практических приложениях».

#### Первичность практики
Прагматик исходит из основной предпосылки о способности человека теоретизировать, что является неотъемлемой частью его интеллектуальной практики. Теория и практика не противопоставляются как разные сферы деятельности; напротив, теория и анализ являются инструментами или «картами» для поиска правильного пути в жизни. Как утверждал Дьюи, не следует разделять теорию и практику, скорее можно разделять интеллектуальную практику и тупую, неинформированную практику. Он же говорил о Уильяме Монтегю, что «его деятельность состояла не в практическом применении ума, а в интеллектуализации практики». Теория — это абстрактное представление непосредственного опыта и, в свою очередь, непременно должна обогащать опыт своей информацией. Таким образом, организм, ориентирующийся в окружающей среде, — основной предмет исследования для прагматизма.

#### Против материализации теорий и концепций
В своей работе «Поиск определённости» Дьюи критиковал философов, принимающих категории (ментальные или физические) как данность, на том основании, что они не понимают номинальную сущность любых концепций, изобретаемых человеком для решения тех или иных задач. Это приводит к метафизической или концептуальной путанице. Среди примеров можно перечислить абсолютное бытие гегельянцев или идею о том, что логика, как абстракция, производная от конкретного мышления, не имеет с последним ничего общего. Д. Л. Гильдебранд суммировал эту проблему следующим образом: «Ощутимое невнимание к специфическим функциям познания ведёт к тому, что и реалисты, и идеалисты формулируют знание, которое проецирует продукт абстракции на опыт.»

#### Натурализм и антикартезианство
Философы-прагматики всегда стремились реформировать философию, привнеся в неё научный метод. Они критикуют как материалистов, так и идеалистов за попытки представить человеческое знание как нечто большее, чем может дать наука. Такие попытки подразделяются, в основном, на феноменологию, восходящую к философии Канта, и теории соответствия знания и истины (то есть что знание соответствует объективной реальности). Первых прагматики осуждают за априоризм, а вторых — за то, что соответствие принимается за факт, не подвергаемый анализу. Прагматики вместо этого стремятся объяснить, преимущественно психологически и биологически, как соотносятся между собой субъект и объект познания, и как это соотношение сказывается на реальности.
Пирс в работе «Исправление веры» (1877 г.) отрицал роль интроспекции и интуиции в философском исследовании. Он считал, что интуиция может привести к ошибкам в рассуждениях. Интроспекция также не создаёт доступа к работе ума, поскольку «Я» — это концепция, производная от наших отношений с окружающим миром, а не наоборот. К 1903 г. он также пришёл к выводу, что прагматизм и эпистемология не являются производными от психологии, а то, что мы на самом деле думаем, отличается от того, что мы должны думать. В этом отношении его взгляды существенно отличаются от философии остальных прагматиков, которые больше привержены к натурализму и психологизму.
Рорти в работе «Философия и отражение природы» также критиковал попытки философов науки выкроить пространство для эпистемологии, независимое или даже превосходящее пространство эмпирических наук. Куэйн в «Натурализованной эпистемологии» (1969 г.) подверг критике «традиционную» эпистемологию и её картезианскую мечту об абсолютной определённости. Он заявлял, что на практике эта мечта оказалась несбыточной, а в теории — ложной, поскольку привела к разделению эпистемологии и научного исследования.

#### Примирение антискептицизмаифаллибилизма
Антискептицизм возник в современном академическом сообществе как реакция на учение Декарта о том, что основой философского исследования является сомнение, наличие которого подтверждает факт существования сомневающегося. Прагматизм, в основе которого также лежит сомнение в достоверности человеческого знания, лежит вполне в русле старой традиции скептицизма.
Тем не менее, Патнэм считает, что основной задачей американского прагматизма является примирение антискептицизма и фаллибилизма. Хотя все человеческое знание неполно, и нет никакой возможности когда-либо взглянуть на мир глазами всеведущего Бога, совсем не обязательно становиться на позиции глобального скептицизма. В своё время Пирс настаивал, что Декарт был не совсем прав, и сомнение не может быть создано или фальсифицировано с целью провести философское исследование. Сомнение, как и вера, должно быть оправданным. Оно происходит вследствие столкновения с некоторыми упрямыми фактами бытия (которые Дьюи называл «ситуацией»), подрывающими нашу веру в существующее положение вещей. Исследование поэтому становится рационально самоконтролируемым процессом возвращения к пониманию ситуации или, по крайней мере, попыткой вновь поверить в то, что такое понимание достигнуто.

## Применение термина висториографии
Когда говорят о прагматической истории, обыкновенно имеют в виду или особенно выдвигают вперёд одно из трёх: или чисто политическое содержание истории (государственные дела), или способ исторического изложения (установление причинной связи), или, наконец, цель исторического изображения (поучение). Вот почему термин Прагматизм и страдает некоторой неопределённостью.
Центральным пунктом Прагматизма можно считать изображение именно человеческих действий в истории, хотя бы и не исключительно политических и не ради поучения, но такое, в котором разыскиваются прежде всего их причины и следствия, то есть мотивы и цели действующих лиц. В этом смысле прагматическая история отличается от культурной, которая занимается не событиями, складывающимися из человеческих деяний (res gestae), а состояниями общества в материальном, умственном, нравственном и общественном отношениях, и связывает между собой отдельные факты не как причины и следствия, а как различные фазисы в развитии той или другой формы. С этой точки зрения исторические факты могут быть разделены на прагматические (события и человеческие поступки, их составляющие) и культурные (состояния общества и формы быта), и историческая связь может быть либо прагматическая (причинная), либо эволюционная.
Согласно с таким пониманием, прагматизмом в истории следует называть исследование или изображение причинной связи, существующей между отдельными поступками отдельных исторических деятелей или между целыми событиями, в которых действующими лицами являются не только единицы, но и целые группы, например, политические партии, общественные классы, целые государства и т. п. Такое понимание не будет противоречить определению, данному Полибием и большинством историков, употреблявших термин прагматизм.
Во всяком случае, прагматизм интересуется действующей в истории личностью, её мотивами и намерениями, её характером и страстями, одним словом, её психологией, которая должна объяснять её поступки: это — психологическая мотивация исторических событий. Причинность, царящая в мире явлений, проявляется в разных областях этого мира различным образом, вследствие чего и появляется необходимость специальных исследований причинности (напр., причинности в уголовном праве). В области истории этот вопрос разработан очень мало (см. Н. Кареев, «Сущность исторического процесса и роль личности в истории», СПб., 1890).
Теория прагматической истории должна была бы исследовать, как порождаются одни события другими, вызываясь разными переменами в волевой сфере действующих лиц под влиянием действия на них тех или других событий, которые сами, в последнем анализе, суть лишь какие-либо поступки. Прагматическая история отличается от последовательной именно проникновением во внутренний мир людей, с целью не только рассказать событие, но и представить его непосредственное действие на мысли и чувства современников, а также показать, как само оно сделалось необходимым ввиду существования у людей, его совершивших, тех или других мотивов и намерений. Ср. Е. Bernheim, «Lehrbuch der historischen Methode» (1894).